# Pass Me the Lazer Beam
Pass Me the Lazer Beam – piąty album studyjny Don Carlosa, jamajskiego wykonawcy muzyki roots reggae.
Płyta została wydana w roku 1982 przez niewielką wytwórnię Jackpot Records. Nagrania zarejestrowane zostały w studiach Tuff Gong oraz Channel One w Kingston. Ich produkcją zajął się Bunny Lee. Don Carlosowi akompaniowali muzycy sesyjni z zespołu The Aggrovators. Album doczekał się dwóch reedycji pod różnymi nazwami: Spread Out (Burning Sounds Records: LP, 1983) oraz Groove With Me (Orange Street Records: CD, 1999).

## Lista utworów

### Strona A
1. "Lazer Beam"
2. "Just Groove With Me"
3. "Spread Out"
4. "Jonnie Big Mouth"
5. "Back Way With You Mix Up"

### Strona B
1. "Ababa John I"
2. "Praise Jah"
3. "Booming Ball"
4. "My Body Just Love I Man"
5. "My Brethren Party"

## Muzycy
- Earl "Chinna" Smith - gitara
- Willie Lindo - gitara rytmiczna
- Chris Meredith - gitara basowa
- Errol "Flabba" Holt - gitara basowa
- Robbie Shakespeare - gitara basowa
- Uziah "Sticky" Thompson - perkusja
- Carlton "Santa" Davis - perkusja
- Noel "Skully" Simms - perkusja
- Sly Dunbar - perkusja
- Robert Lynn - fortepian
- Jackie Mittoo - fortepian
- Winston Wright - organy
- Keith Sterling - organy
- Bobby Ellis - trąbka
- Tommy McCook - saksofon